# 우리 만난 적 있나요
"우리 만난 적 있나요"는 2010년에 개봉된 대한민국의 영화이다.

## 캐스팅
- 박재정 : 은교 역
- 윤소이 : 인우 역
- 정만식 : 박장군 역
- 마동석 : 승환 역
- 한주영 : 수연 역
- 이재구 : 반장 역
- 구본임 : 반장 부인 역
- 김현수 : 초등학생 인우 역
- 박가은 : 중학생 인우 역
- 기세형 : 나타샤 애인 역
- 박원상 : 나견조 역 (우정출연)
- 김영무 : 요양원 의사 역 (우정출연)
- 문희경 : 은교 모 역 (특별출연)